# 21. оклопни батаљон ВРС
21. оклопни батаљон је био једна од јединица 2. крајишког корпуса Војске Републике Српске. Батаљон је основан 2. маја 1995, у селу Рашиновци поред Босанског Петроваца.

## Састав и наоружање
Оклопни батаљон основан је 2. маја 1995, са командним местом у Рашиновцима, а каснија командна места била су у селима Плоча, Крња Јела, потом у Санском Мосту, и даље у Оштрој Луци, Брезичанима и Благају.
Састав батаљона чиниле су: команда, одељење везе, 1, 2. и 3. тенковска чета, механизована чета и позадинска чета. У наоружању су били тенкови М-84, Т-55, Т-34, оклопни транспортер М-60 и командни БТР-50ПК (укупно 27). После пада Републике Српске Крајине у батаљон је уврштено још 65 оклопних возила из Српске Војске Крајине. Како за већи број возила није било посада, укупно 34 борбена возила су дата другим јединицама на употребу.

## Ратни пут
Током рата у Босни батаљон је као целина употребљен први пут у рејону Санског Моста у другој половини септембра и првој половини октобра месеца 1995. Одлучујуће је допринео сламању непријатељског напада на правцу Сански Мост – Приједор у Оштрој Луци и на линији Стари Мајдан – Љубија рудник.

## Послератни пут
После завршетка рата и реорганизације ВРС маја 1996, батаљон је ушао у састав 1. новиградске бригаде.

## Губици
У току рата погинуло је 15, а рањено је 16 бораца батаљона.